# Élections cantonales de 2004 dans la Haute-Marne
Les élections cantonales ont eu lieu les 21 et 28 mars 2004.
Lors de ces élections, 16 des 32 cantons de la Haute-Marne ont été renouvelés. Elles ont vu la reconduction de la majorité UMP dirigée par Bruno Sido, président du conseil général depuis 1998.

## Résultats à l’échelle du département
Répartition départementale des résultats (2e tour).
- PS (28,7 %)
- PRG (7,19 %)
- DVG (5,25 %)
- UMP (51,67 %)
- FN (7,19 %)

| Étiquette      | Étiquette                          | Premier tour | Premier tour | Second tour | Second tour | Sièges |
| Étiquette      | Étiquette                          | Voix         | %            | Voix        | %           | Sièges |
| -------------- | ---------------------------------- | ------------ | ------------ | ----------- | ----------- | ------ |
|                | Parti socialiste                   | 8 021        | 17,50        | 8 526       | 28,70       | 1      |
|                | Parti communiste français          | 2 661        | 5,81         |             |             |        |
|                | Divers gauche                      | 1 732        | 3,78         | 1 561       | 5,25        | 1      |
|                | Parti radical de gauche            | 1 517        | 3,31         | 2 136       | 7,19        | 1      |
|                | Les Verts                          | 809          | 1,76         |             |             |        |
|                | Extrême gauche                     | 491          | 1,07         |             |             |        |
| Gauche         | Gauche                             | 15 231       | 33,23        | 12 223      | 41,14       | 3      |
|                |                                    |              |              |             |             |        |
|                | Union pour un mouvement populaire  | 15 238       | 33,24        | 15 352      | 51,67       | 9      |
|                | Front national                     | 7 885        | 17,20        | 2 135       | 7,19        | 0      |
|                | Divers droite                      | 6 313        | 13,77        |             |             |        |
|                | Union pour la démocratie française | 781          | 1,70         |             |             |        |
|                | Extrême droite                     | 278          | 0,61         |             |             |        |
| Droite         | Droite                             | 30 495       | 66,52        | 17 487      | 58,86       | 9      |
|                |                                    |              |              |             |             |        |
|                | Divers                             | 112          | 0,24         |             |             |        |
|                |                                    |              |              |             |             |        |
| Inscrits       | Inscrits                           | 78 676       | 100,00       | 49 774      | 100,00      |        |
| Abstention     | Abstention                         | 30 056       | 38,20        | 18 125      | 36,41       |        |
| Votants        | Votants                            | 48 620       | 61,80        | 31 649      | 63,59       |        |
| Blancs et nuls | Blancs et nuls                     | 2 782        | 5,72         | 1 939       | 6,13        |        |
| Exprimés       | Exprimés                           | 45 838       | 94,28        | 29 710      | 93,87       |        |

## Résultats par canton

### Canton d'Arc-en-Barrois
| Candidats      | Candidats               | Étiquette      | Premier tour | Premier tour | Second tour | Second tour |
| Candidats      | Candidats               | Étiquette      | Voix         | %            | Voix        | %           |
| -------------- | ----------------------- | -------------- | ------------ | ------------ | ----------- | ----------- |
|                | Michel Saulet           | UMP            | 617          | 40,14        | 904         | 55,39       |
|                | Philippe Frequelin      | UMP            | 551          | 35,85        | 728         | 44,61       |
|                | Claudette Relot-Garnier | FN             | 140          | 9,11         |             |             |
|                | Francois Mouginot       | DVD            | 120          | 7,81         |             |             |
|                | Yves Leseur             | DVD            | 59           | 3,84         |             |             |
|                | Renée Michel            | UDF            | 50           | 3,25         |             |             |
|                |                         |                |              |              |             |             |
| Inscrits       | Inscrits                | Inscrits       | 2 269        | 100,00       | 2 269       | 100,00      |
| Abstention     | Abstention              | Abstention     | 615          | 27,10        | 507         | 22,34       |
| Votants        | Votants                 | Votants        | 1 654        | 72,90        | 1 762       | 77,66       |
| Blancs et nuls | Blancs et nuls          | Blancs et nuls | 117          | 7,07         | 130         | 7,38        |
| Exprimés       | Exprimés                | Exprimés       | 1 537        | 92,93        | 1 632       | 92,62       |

### Canton d'Auberive
| Candidats      | Candidats          | Étiquette      | Premier tour | Premier tour | Second tour | Second tour |
| Candidats      | Candidats          | Étiquette      | Voix         | %            | Voix        | %           |
| -------------- | ------------------ | -------------- | ------------ | ------------ | ----------- | ----------- |
|                | Didier Jannaud*    | PRG            | 490          | 44,91        | 669         | 57,77       |
|                | Alex Renard        | UMP            | 398          | 36,48        | 489         | 42,23       |
|                | Jean-Pierre Duclos | DVD            | 134          | 12,28        |             |             |
|                | Pierre Garnier     | FN             | 69           | 6,32         |             |             |
|                |                    |                |              |              |             |             |
| Inscrits       | Inscrits           | Inscrits       | 1 575        | 100,00       | 1 575       | 100,00      |
| Abstention     | Abstention         | Abstention     | 440          | 27,94        | 357         | 22,67       |
| Votants        | Votants            | Votants        | 1 135        | 72,06        | 1 218       | 77,33       |
| Blancs et nuls | Blancs et nuls     | Blancs et nuls | 44           | 3,88         | 60          | 4,93        |
| Exprimés       | Exprimés           | Exprimés       | 1 091        | 96,12        | 1 158       | 95,07       |

*sortant

### Canton de Châteauvillain
| Candidats      | Candidats             | Étiquette      | Premier tour | Premier tour |
| Candidats      | Candidats             | Étiquette      | Voix         | %            |
| -------------- | --------------------- | -------------- | ------------ | ------------ |
|                | Marie-Claude Lavocat* | DVD            | 1 194        | 56,56        |
|                | Jean-Marie Bouchot    | PS             | 416          | 19,71        |
|                | Fernand Guiot         | FN             | 334          | 15,82        |
|                | Willy Legrand         | DVD            | 167          | 7,91         |
|                |                       |                |              |              |
| Inscrits       | Inscrits              | Inscrits       | 3 446        | 100,00       |
| Abstention     | Abstention            | Abstention     | 1 236        | 35,87        |
| Votants        | Votants               | Votants        | 2 210        | 64,13        |
| Blancs et nuls | Blancs et nuls        | Blancs et nuls | 99           | 4,48         |
| Exprimés       | Exprimés              | Exprimés       | 2 111        | 95,52        |

*sortant

### Canton de Chaumont-Nord
| Candidats      | Candidats           | Étiquette      | Premier tour | Premier tour | Second tour | Second tour |
| Candidats      | Candidats           | Étiquette      | Voix         | %            | Voix        | %           |
| -------------- | ------------------- | -------------- | ------------ | ------------ | ----------- | ----------- |
|                | Gérard Groslambert* | UMP            | 2 034        | 39,77        | 2 783       | 51,89       |
|                | Jacky Tremel        | PS             | 1 526        | 29,83        | 2 580       | 48,11       |
|                | Francis Jacquot     | FN             | 718          | 14,04        |             |             |
|                | François Massel     | Verts          | 496          | 9,70         |             |             |
|                | Michel Prost        | PCF            | 341          | 6,67         |             |             |
|                |                     |                |              |              |             |             |
| Inscrits       | Inscrits            | Inscrits       | 9 176        | 100,00       | 9 176       | 100,00      |
| Abstention     | Abstention          | Abstention     | 3 756        | 40,93        | 3 443       | 37,52       |
| Votants        | Votants             | Votants        | 5 420        | 59,07        | 5 733       | 62,48       |
| Blancs et nuls | Blancs et nuls      | Blancs et nuls | 305          | 5,63         | 370         | 6,45        |
| Exprimés       | Exprimés            | Exprimés       | 5 115        | 94,37        | 5 363       | 93,55       |

*sortant

### Canton de Doulevant-le-Château
| Candidats      | Candidats        | Étiquette      | Premier tour | Premier tour | Second tour | Second tour |
| Candidats      | Candidats        | Étiquette      | Voix         | %            | Voix        | %           |
| -------------- | ---------------- | -------------- | ------------ | ------------ | ----------- | ----------- |
|                | Jean-Marc Fevre* | UMP            | 714          | 49,55        | 948         | 68,20       |
|                | Jacques Leray    | PS             | 250          | 17,35        | 442         | 31,80       |
|                | David Gouverneur | DVD            | 193          | 13,39        |             |             |
|                | Loïc Ghoul       | FN             | 155          | 10,76        |             |             |
|                | Martine Bigard   | SE             | 112          | 7,77         |             |             |
|                | Michel Robert    | UDF            | 17           | 1,18         |             |             |
|                |                  |                |              |              |             |             |
| Inscrits       | Inscrits         | Inscrits       | 2 075        | 100,00       | 2 075       | 100,00      |
| Abstention     | Abstention       | Abstention     | 576          | 27,76        | 569         | 27,42       |
| Votants        | Votants          | Votants        | 1 499        | 72,24        | 1 506       | 72,58       |
| Blancs et nuls | Blancs et nuls   | Blancs et nuls | 58           | 3,87         | 116         | 7,70        |
| Exprimés       | Exprimés         | Exprimés       | 1 441        | 96,13        | 1 390       | 92,30       |

*sortant

### Canton de Fayl-Billot
| Candidats      | Candidats        | Étiquette      | Premier tour | Premier tour |
| Candidats      | Candidats        | Étiquette      | Voix         | %            |
| -------------- | ---------------- | -------------- | ------------ | ------------ |
|                | Bernard Gendrot* | DVD            | 1 559        | 78,82        |
|                | Henri Craye      | FN             | 419          | 21,18        |
|                |                  |                |              |              |
| Inscrits       | Inscrits         | Inscrits       | 3 685        | 100,00       |
| Abstention     | Abstention       | Abstention     | 1 317        | 35,74        |
| Votants        | Votants          | Votants        | 2 368        | 64,26        |
| Blancs et nuls | Blancs et nuls   | Blancs et nuls | 390          | 16,47        |
| Exprimés       | Exprimés         | Exprimés       | 1 978        | 83,53        |

*sortant

### Canton de Juzennecourt
| Candidats      | Candidats            | Étiquette      | Premier tour | Premier tour | Second tour | Second tour |
| Candidats      | Candidats            | Étiquette      | Voix         | %            | Voix        | %           |
| -------------- | -------------------- | -------------- | ------------ | ------------ | ----------- | ----------- |
|                | Michel Berthelmot*   | UMP            | 643          | 39,30        | 906         | 55,75       |
|                | Jean-Marie Watremetz | UMP            | 404          | 24,69        | 719         | 44,25       |
|                | Hubert Riff          | FN             | 244          | 14,91        |             |             |
|                | Gérard Delaborde     | PS             | 184          | 11,25        |             |             |
|                | Luc Gauthier         | DVD            | 161          | 9,84         |             |             |
|                |                      |                |              |              |             |             |
| Inscrits       | Inscrits             | Inscrits       | 2 491        | 100,00       | 2 491       | 100,00      |
| Abstention     | Abstention           | Abstention     | 780          | 31,31        | 710         | 28,50       |
| Votants        | Votants              | Votants        | 1 711        | 68,69        | 1 781       | 71,50       |
| Blancs et nuls | Blancs et nuls       | Blancs et nuls | 75           | 4,38         | 156         | 8,76        |
| Exprimés       | Exprimés             | Exprimés       | 1 636        | 95,62        | 1 625       | 91,24       |

*sortant

### Canton de Langres
| Candidats      | Candidats             | Étiquette      | Premier tour | Premier tour | Second tour | Second tour |
| Candidats      | Candidats             | Étiquette      | Voix         | %            | Voix        | %           |
| -------------- | --------------------- | -------------- | ------------ | ------------ | ----------- | ----------- |
|                | Jean-Marie Voillemin* | UMP            | 1 940        | 36,03        | 2 937       | 52,43       |
|                | Richard Pierre        | PS             | 1 613        | 29,95        | 2 665       | 47,57       |
|                | Michelle Craye        | FN             | 954          | 17,72        |             |             |
|                | Francis Soreil        | UMP            | 559          | 10,38        |             |             |
|                | Pascale Cornevin      | PCF            | 319          | 5,92         |             |             |
|                |                       |                |              |              |             |             |
| Inscrits       | Inscrits              | Inscrits       | 9 705        | 100,00       | 9 710       | 100,00      |
| Abstention     | Abstention            | Abstention     | 3 888        | 40,06        | 3 513       | 36,18       |
| Votants        | Votants               | Votants        | 5 817        | 59,94        | 6 197       | 63,82       |
| Blancs et nuls | Blancs et nuls        | Blancs et nuls | 432          | 7,43         | 595         | 9,60        |
| Exprimés       | Exprimés              | Exprimés       | 5 385        | 92,57        | 5 602       | 90,40       |

*sortant

### Canton de Longeau-Percey
| Candidats      | Candidats          | Étiquette      | Premier tour | Premier tour |
| Candidats      | Candidats          | Étiquette      | Voix         | %            |
| -------------- | ------------------ | -------------- | ------------ | ------------ |
|                | Guy Durantet*      | DVD            | 2 264        | 68,63        |
|                | Guy Beaufauchet    | FN             | 544          | 16,49        |
|                | Jacqueline Malgras | EXG            | 491          | 14,88        |
|                |                    |                |              |              |
| Inscrits       | Inscrits           | Inscrits       | 5 433        | 100,00       |
| Abstention     | Abstention         | Abstention     | 1 882        | 34,64        |
| Votants        | Votants            | Votants        | 3 551        | 65,36        |
| Blancs et nuls | Blancs et nuls     | Blancs et nuls | 252          | 7,10         |
| Exprimés       | Exprimés           | Exprimés       | 3 299        | 92,90        |

*sortant

### Canton de Montier-en-Der
| Candidats      | Candidats           | Étiquette      | Premier tour | Premier tour |
| Candidats      | Candidats           | Étiquette      | Voix         | %            |
| -------------- | ------------------- | -------------- | ------------ | ------------ |
|                | Jean-Jacques Bayer* | UMP            | 1 524        | 57,99        |
|                | Christian Adam      | PS             | 565          | 21,50        |
|                | Gaël Regnier        | FN             | 318          | 12,10        |
|                | Louis Herbillon     | DVD            | 221          | 8,41         |
|                |                     |                |              |              |
| Inscrits       | Inscrits            | Inscrits       | 4 095        | 100,00       |
| Abstention     | Abstention          | Abstention     | 1 351        | 32,99        |
| Votants        | Votants             | Votants        | 2 744        | 67,01        |
| Blancs et nuls | Blancs et nuls      | Blancs et nuls | 116          | 4,23         |
| Exprimés       | Exprimés            | Exprimés       | 2 628        | 95,77        |

*sortant

### Canton de Prauthoy
| Candidats      | Candidats              | Étiquette      | Premier tour | Premier tour |
| Candidats      | Candidats              | Étiquette      | Voix         | %            |
| -------------- | ---------------------- | -------------- | ------------ | ------------ |
|                | Charles Guené*         | UMP            | 1 022        | 56,62        |
|                | Fabrice Clerc          | DVG            | 533          | 29,53        |
|                | Pascale Chenet-Garnier | FN             | 250          | 13,85        |
|                |                        |                |              |              |
| Inscrits       | Inscrits               | Inscrits       | 2 891        | 100,00       |
| Abstention     | Abstention             | Abstention     | 962          | 33,28        |
| Votants        | Votants                | Votants        | 1 929        | 66,72        |
| Blancs et nuls | Blancs et nuls         | Blancs et nuls | 124          | 6,43         |
| Exprimés       | Exprimés               | Exprimés       | 1 805        | 93,57        |

*sortant

### Canton de Saint-Dizier-Centre
| Candidats      | Candidats                 | Étiquette      | Premier tour | Premier tour | Second tour | Second tour |
| Candidats      | Candidats                 | Étiquette      | Voix         | %            | Voix        | %           |
| -------------- | ------------------------- | -------------- | ------------ | ------------ | ----------- | ----------- |
|                | Élisabeth Robert-Dehault* | UMP            | 1 531        | 36,08        | 2 097       | 46,19       |
|                | Dany Tetot                | PRG            | 1 027        | 24,20        | 1 467       | 32,31       |
|                | Jean-Luc Caillot          | FN             | 1 007        | 23,73        | 976         | 21,50       |
|                | Fabrice Wowak             | Verts          | 313          | 7,38         |             |             |
|                | Franck Ganthier           | UDF            | 259          | 6,10         |             |             |
|                | Robert Paccard            | EXD            | 106          | 2,50         |             |             |
|                |                           |                |              |              |             |             |
| Inscrits       | Inscrits                  | Inscrits       | 8 569        | 100,00       | 8 569       | 100,00      |
| Abstention     | Abstention                | Abstention     | 4 149        | 48,42        | 3 853       | 44,96       |
| Votants        | Votants                   | Votants        | 4 420        | 51,58        | 4 716       | 55,04       |
| Blancs et nuls | Blancs et nuls            | Blancs et nuls | 177          | 4,00         | 176         | 3,73        |
| Exprimés       | Exprimés                  | Exprimés       | 4 243        | 96,00        | 4 540       | 96,27       |

*sortant

### Canton de Saint-Dizier-Nord-Est
| Candidats      | Candidats         | Étiquette      | Premier tour | Premier tour |
| Candidats      | Candidats         | Étiquette      | Voix         | %            |
| -------------- | ----------------- | -------------- | ------------ | ------------ |
|                | Jean-Luc Bouzon*  | PCF            | 1 447        | 52,48        |
|                | Frédéric Garcia   | UMP            | 667          | 24,19        |
|                | Serge Longueville | FN             | 566          | 20,53        |
|                | Yalcin Simsek     | UMP            | 77           | 2,79         |
|                |                   |                |              |              |
| Inscrits       | Inscrits          | Inscrits       | 4 855        | 100,00       |
| Abstention     | Abstention        | Abstention     | 1 982        | 40,82        |
| Votants        | Votants           | Votants        | 2 873        | 59,18        |
| Blancs et nuls | Blancs et nuls    | Blancs et nuls | 116          | 4,04         |
| Exprimés       | Exprimés          | Exprimés       | 2 757        | 95,96        |

*sortant

### Canton de Saint-Dizier-Ouest
| Candidats      | Candidats         | Étiquette      | Premier tour | Premier tour | Second tour | Second tour |
| Candidats      | Candidats         | Étiquette      | Voix         | %            | Voix        | %           |
| -------------- | ----------------- | -------------- | ------------ | ------------ | ----------- | ----------- |
|                | Philippe Bossois* | UMP            | 1 484        | 32,95        | 1 974       | 41,16       |
|                | Sandrine Lefevre  | FN             | 1 098        | 24,38        | 1 159       | 24,17       |
|                | Michel Hild       | PS             | 990          | 21,98        | 1 663       | 34,67       |
|                | Pierre Lasson     | PCF            | 554          | 12,30        |             |             |
|                | Gilberte Melison  | UDF            | 206          | 4,57         |             |             |
|                | Jacques Gaillard  | EXD            | 172          | 3,82         |             |             |
|                |                   |                |              |              |             |             |
| Inscrits       | Inscrits          | Inscrits       | 7 855        | 100,00       | 7 849       | 100,00      |
| Abstention     | Abstention        | Abstention     | 3 160        | 40,23        | 2 903       | 36,99       |
| Votants        | Votants           | Votants        | 4 695        | 59,77        | 4 946       | 63,01       |
| Blancs et nuls | Blancs et nuls    | Blancs et nuls | 191          | 4,07         | 150         | 3,03        |
| Exprimés       | Exprimés          | Exprimés       | 4 504        | 95,93        | 4 796       | 96,97       |

*sortant

### Canton de Vignory
| Candidats      | Candidats       | Étiquette      | Premier tour | Premier tour |
| Candidats      | Candidats       | Étiquette      | Voix         | %            |
| -------------- | --------------- | -------------- | ------------ | ------------ |
|                | Denis Maillot*  | PS             | 1 730        | 61,04        |
|                | Michel Perrin   | FN             | 476          | 16,80        |
|                | Guillaume Minel | UMP            | 379          | 13,37        |
|                | Jérôme Bourgoin | UDF            | 249          | 8,79         |
|                |                 |                |              |              |
| Inscrits       | Inscrits        | Inscrits       | 4 494        | 100,00       |
| Abstention     | Abstention      | Abstention     | 1 503        | 33,44        |
| Votants        | Votants         | Votants        | 2 991        | 66,56        |
| Blancs et nuls | Blancs et nuls  | Blancs et nuls | 157          | 5,25         |
| Exprimés       | Exprimés        | Exprimés       | 2 834        | 94,75        |

*sortant

### Canton de Wassy
| Candidats      | Candidats          | Étiquette      | Premier tour | Premier tour | Second tour | Second tour |
| Candidats      | Candidats          | Étiquette      | Voix         | %            | Voix        | %           |
| -------------- | ------------------ | -------------- | ------------ | ------------ | ----------- | ----------- |
|                | Jacques Labarre*   | DVG            | 1 199        | 34,51        | 1 561       | 43,31       |
|                | André Guyot        | PS             | 747          | 21,50        | 1 176       | 32,63       |
|                | Laurent Gouverneur | UMP            | 694          | 19,98        | 867         | 24,06       |
|                | Ludovic Ploncard   | FN             | 593          | 17,07        |             |             |
|                | Christel Mathieu   | DVD            | 241          | 6,94         |             |             |
|                |                    |                |              |              |             |             |
| Inscrits       | Inscrits           | Inscrits       | 6 062        | 100,00       | 6 060       | 100,00      |
| Abstention     | Abstention         | Abstention     | 2 459        | 40,56        | 2 270       | 37,46       |
| Votants        | Votants            | Votants        | 3 603        | 59,44        | 3 790       | 62,54       |
| Blancs et nuls | Blancs et nuls     | Blancs et nuls | 129          | 3,58         | 186         | 4,91        |
| Exprimés       | Exprimés           | Exprimés       | 3 474        | 96,42        | 3 604       | 95,09       |

*sortant